# Іванюх Володимир
Володими́р Іваню́х (1905, Перемишль ― лютий 1943, Сокаль) ― український живописець, графік і монументаліст. Учень Олекси Новаківського, представник мистецького об’єднання «РУБ».

## Біографія
Володимир Іванюх народився у 1905 році. Після завершення початкової освіти вступив до Малярської школи Олекси Новаківського у Львові, де навчався в 1924—1927 роках. Він опанував курси з історії української архітектури, технології та техніки малярства під керівництвом Володимира Пещанського, а згодом продовжив навчання у майстерні Новаківського. Під час навчання Іванюх долучався до культурного життя школи, зокрема разом з іншими учнями підписав лист із закликом розширити діяльність закладу та запросити до викладання Петра Холодного. У 1926 році він брав участь у пленері в Карпатах (Космач), що стало важливим етапом у його мистецькій освіті.
Після закінчення школи у 1927―1930 роках працював викладачем рисунку та малярства в Унівському монастирі. У 1932 році став членом мистецького об'єднання «РУБ», до складу якого входили учні Новаківського. Його творчість зосереджувалася на пейзажах, портретах та жанрових сценах.

## Творчість

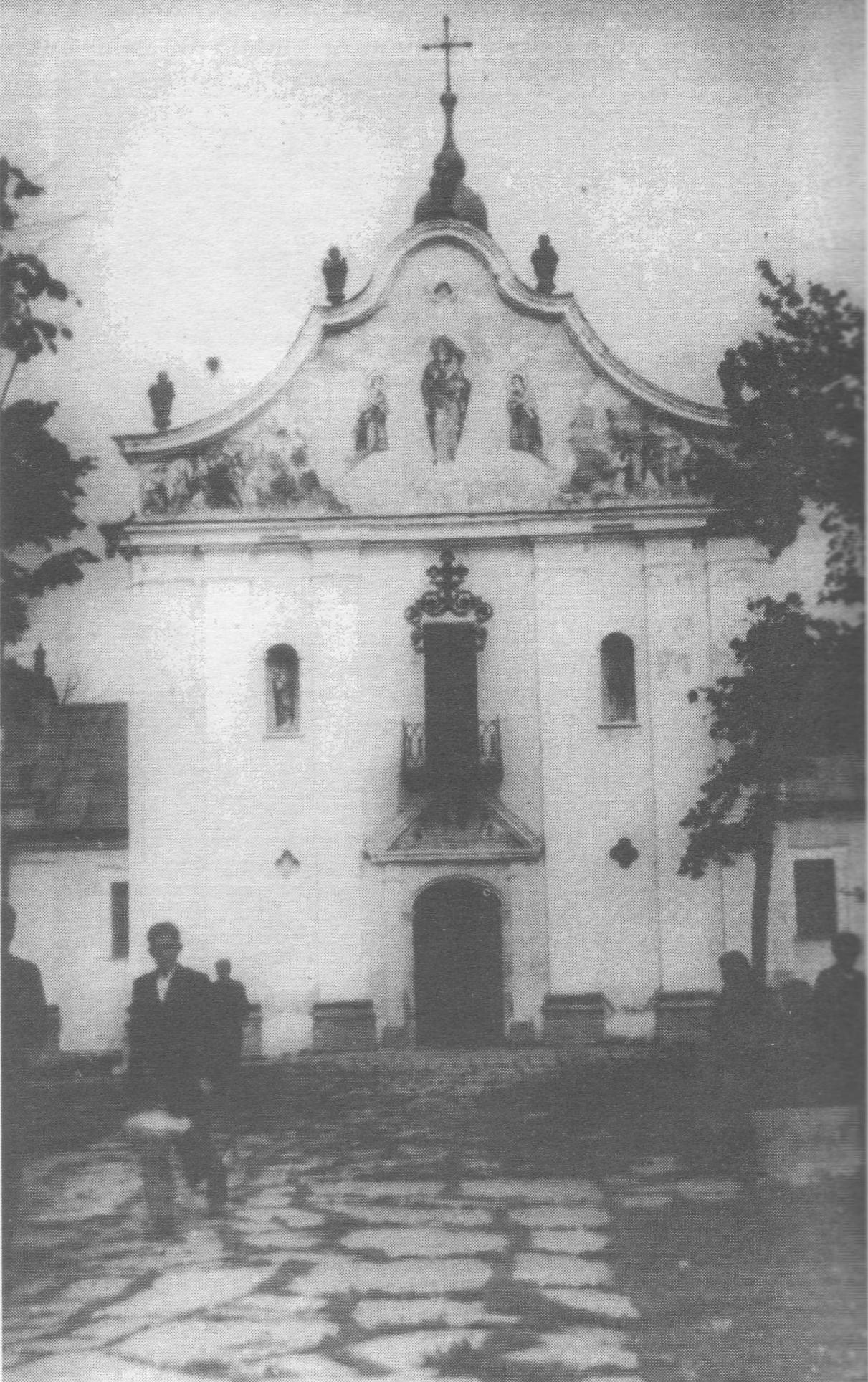
Розпис фасаду церкви Пресвятої Трійці в Зарваниці виконаний Володимиром Іванюхом у 1936 році

Виставкова діяльність Іванюха розпочалася у 1929 році під час виставки учнів Малярської школи Новаківського. Його роботи, серед яких переважали мініатюрні пейзажі та етюди, були представлені у Львові, Перемишлі та інших містах. Твори Іванюха відзначалися насиченістю світла й кольору, ліричним настроєм та впливом імпресіоністичної естетики.
Однак його творчість викликала неоднозначні відгуки. Наприклад, відомий мистецтвознавець Святослав Гординський зазначав, що портрети Іванюха бракували світлотіньового моделювання, а його мініатюри, хоч і цікаві, не вражали технічною довершеністю. Попри це, Іванюх створив низку відомих робіт, серед яких «Гуцулка», «Пейзаж із церквою», «Портрет дівчини», «Ярмарок у Сокалі» та «Зимовий пейзаж».
Його монументальні твори, зокрема стінопис у церкві села Холоїв (спільно з Юрієм Магалевським), розпис фасаду церкви Пресвятої Трійці в Зарваниці, двоярусний іконостас для церкви святих апостолів Петра і Павла в Сокалі є прикладом його роботи в сакральному жанрі.

## Спадщина
Картини Володимира Іванюха зберігаються у фондах Національного музею у Львові, а його ім'я згадується в п'ятому томі «Історії українського мистецтва». У 1942 році відбулася ретроспективна виставка його творів, а каталог «Мистецтво Львова першої половини XX століття» містить репродукцію його картини «Портрет дівчини». Володимир Іванюх помер у 1943 році в Сокалі, проживши лише 38 років. Його творчий доробок відображає складний шлях становлення митця в умовах міжвоєнного часу.
В 1952 році у Львівському музеї образотворчого мистецтва під керівництвом Василя Любчика було знищено величезну кількість робіт українських митців, серед яких була картина Володимира Іванюха «Портрет худ. Чорнія» (1936, олія, полотно, 79х63).